# 洛斯特斯普林斯 (堪薩斯州)
洛斯特斯普林斯（英語：Lost Springs）是一個位於美國堪薩斯州馬里昂縣的城市。

## 地方資料
根據2020年美國人口普查的數據，洛斯特斯普林斯的面積為0.57平方千米，當中陸地面積為0.57平方千米，而水域面積為0.00平方千米。當地共有人口55人，而人口密度為每平方千米96.49人。